# Myrmica aimonissabaudiae
Myrmica aimonissabaudiae is een mierensoort uit de onderfamilie van de Myrmicinae. De wetenschappelijke naam van de soort is voor het eerst geldig gepubliceerd in 1939 door Menozzi.